# Сильберман Гурович, Марио
Марио Сильберман (Сильверман) Гурович (исп. Mario Silberman Gurovich) — чилийский учёный-физик, журналист и дипломат, посол Чили в России, бывший посол Чили на Украине и Казахстане.

## Биография
Родился в Сантьяго в ашекназской еврейской семье. В 1972—1973 гг. был советником по экономическим вопросам в чилийском посольстве в Москве.
Его брат, член КПЧ, Давид Сильберман был убит агентами ДИНА после военного переворота в стране. Сам Марио Сильберман стал политическим эмигрантом.
Награждён серебряной медалью имени В. И. Вернадского Российской академией естественных наук (26 апреля 2006).
Никогда ещё чилийский триколор не развевался в Москве так гордо, как при Марио и Алехандре Сильберман...
посол Венесуэлы в России Алексис Рафаэль Наварро Рохас
13 июля 2004 года медалями им. Пабло Неруды правительства Чили Марио Сильберманом были награждены переводчики испаноязычной чилийской литературы Лев Осповат и Стелла Шмидт.
15 декабря 2005 года чилийская Золотая Звезда была вручена Марио Сильберманом Марку Кауфману, заместителю председателя Комиссии по виноградарству и виноделию Межправительственного Совета СНГ по вопросам АПК, президенту компании «Уайтхолл».
В 2006 году правительство Чили удостоило заместителя Председателя Государственной Думы Артура Чилингарова высшей государственной награды страны — Ордена за заслуги. Этим орденом отмечен значительный вклад депутата в укрепление отношений между Чили и Россией. Орден был вручен Марио Сильберманом.

## Личное
Принял участие в Пасхальном седере Московской хоральной синагоги в апреле 2006 года.